# Кассіні (місячний кратер)
Кассіні (лат. Cassini) — кратер на Місяці, в східній частині Моря Дощів. Діаметр — 57 км, координати центру — 40°15′ пн. ш. 4°38′ сх. д. / 40.25° пн. ш. 4.64° сх. д. Названий на честь двох астрономів: Джованні Доменіко Кассіні та його сина Жака Кассіні. Ця назва була затверджена Міжнародним астрономічним союзом 1935 року. Кратер із такою ж назвою існує на Марсі.

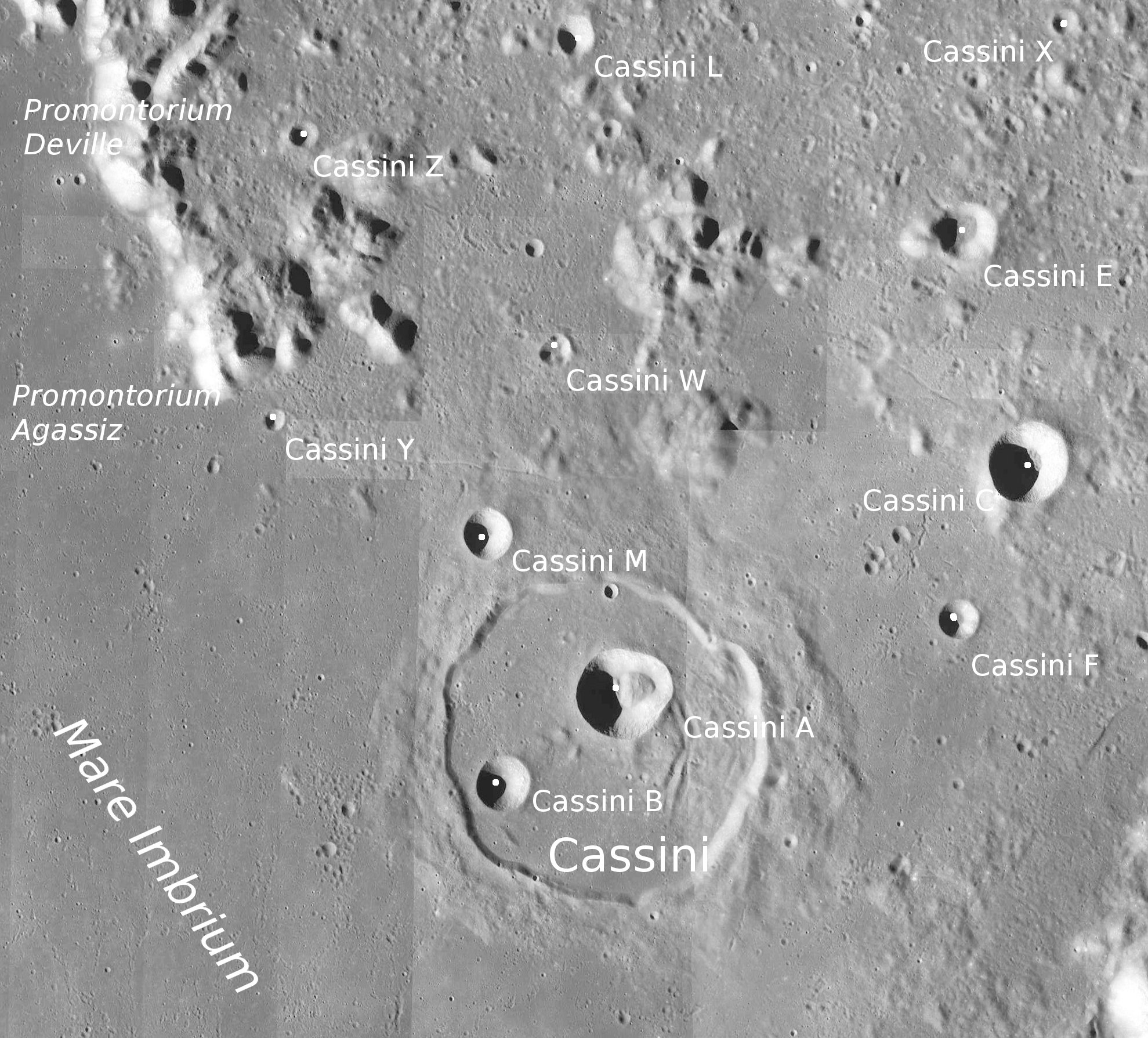
Карта регіону

## Розташування
Кассіні знаходиться на сході Моря Дощів, у невеликій «затоці» між двома гірськими системами, що тягнуться вздовж краю цього моря: Альпами та Кавказом. Альпи починаються мисом Агассіса за 50 км на північний захід від кратера, а Кавказ проходить на відстані 60 км на південному сході. За 90 км на захід від кратера в Морі Дощів височіє гора Пітон, а за 60 км на південь-південь-схід лежить невеликий кратер Теетет. На півночі від Кассіні є кілька невеликих безіменних височин.

## Опис
Дно Кассіні, як і поверхня навколо нього, вкрите лавою. Це означає, що він утворився після появи басейну Моря Дощів, але до вивержень, що створили саме море (в ранньоімбрійській або, можливо, в пізньоімбрійській епосі). Над поверхнею лави височіє лише кільцевий вал шириною 10–20 км із крутим внутрішнім та пологим зовнішнім схилом. Висота цього валу (відносно дна кратера) варіює від 0,3–0,4 км на заході до 1,3 км на південному сході.
Всередині Кассіні є два великі кратери: 17-кілометровий Кассіні A та 10-кілометровий Кассіні B. Вони молодші за лавовий покрив. Глибина першого з них сягає 2,1 км, а другого — 1,7 км відносно дна Кассіні. Між ними є два маленькі пагорби, а східну частину дна займає просторе узвишшя, перетяте кількома довгими западинами.

## Сателітні кратери
Ці кратери, розташовані в околицях Кассіні та всередині нього, названі його ім'ям з доданням великої латинської літери.
| Кассіні | Координати                                              | Діаметр, км |
| ------- | ------------------------------------------------------- | ----------- |
| A       | 40°31′ пн. ш. 4°47′ сх. д. / 40.51° пн. ш. 4.78° сх. д. | 17          |
| B       | 40°01′ пн. ш. 3°52′ сх. д. / 40.02° пн. ш. 3.87° сх. д. | 10          |
| C       | 41°46′ пн. ш. 7°48′ сх. д. / 41.76° пн. ш. 7.80° сх. д. | 14          |
| E       | 42°59′ пн. ш. 7°20′ сх. д. / 42.98° пн. ш. 7.34° сх. д. | 9           |
| F       | 40°55′ пн. ш. 7°17′ сх. д. / 40.92° пн. ш. 7.28° сх. д. | 7           |
| G       | 44°44′ пн. ш. 5°28′ сх. д. / 44.73° пн. ш. 5.46° сх. д. | 5           |
| K       | 45°11′ пн. ш. 4°05′ сх. д. / 45.19° пн. ш. 4.09° сх. д. | 4           |
| L       | 43°59′ пн. ш. 4°25′ сх. д. / 43.99° пн. ш. 4.41° сх. д. | 6           |
| M       | 41°23′ пн. ш. 3°45′ сх. д. / 41.38° пн. ш. 3.75° сх. д. | 8           |
| P       | 44°50′ пн. ш. 1°52′ сх. д. / 44.83° пн. ш. 1.86° сх. д. | 3           |
| W       | 42°21′ пн. ш. 4°15′ сх. д. / 42.35° пн. ш. 4.25° сх. д. | 6           |
| X       | 44°04′ пн. ш. 8°05′ сх. д. / 44.06° пн. ш. 8.08° сх. д. | 4           |
| Y       | 41°59′ пн. ш. 2°10′ сх. д. / 41.98° пн. ш. 2.16° сх. д. | 3           |
| Z       | 43°29′ пн. ш. 2°23′ сх. д. / 43.48° пн. ш. 2.38° сх. д. | 5           |